# 丁仕元
丁仕元（英語：Ting Tsz-yuen，1979年—），原名丁士元，人稱「丁仔」，香港政治人物，前香港民主黨及前綫成員，前沙田區政召集人，前香港沙田區議會錦英選區議員。

## 政治生涯

### 前綫時期
丁士元童年居於馬鞍山耀安邨，及後加入前綫，成為立法會議員劉慧卿的助理，一直協助劉於馬鞍山的地區工作。
2003年香港區議會選舉，丁士元代表前綫，參選沙田區議會耀安選區，以二百多票之差，擊敗民建聯中委黃戊娣，首次當選沙田區議員，與當時當選區議員的西貢區議員柯耀林、大埔區議員區鎮樺及劉慧卿助理李永成，被傳媒稱為「前綫四大天王」。
在2007年香港區議會選舉，丁士元於耀安選區尋求連任，但被黃戊娣反勝，連任失敗。

### 民主黨時期
2008年12月15日，因應前綫與民主黨合併，丁隨即加入民主黨。
2011年香港區議會選舉，丁士元再次參選耀安選區，唯被承接黃戌娣參選的民建聯李世榮以過千票差距繫敗，未能重返議會。
2013年，因時任田心區議員劉江華獲委任為政制及內地事務局副局長，引發當區補選。民主黨因應劉慧卿於該區設有辦事處，派出丁士元參選，唯不敵公民力量潘國山。同年，因應其女兒出生，改名為丁仕元。
2015年香港區議會選舉，丁仕元參選沙田區議會錦英選區，同區對手為爭取連任，經民聯的湯寶珍，以及被指為分別與民建聯及新民黨友好的羅兆沖及李寶妹。最終在四人混戰下以百多票之差勝出，重返議會。
2016年香港立法會新界東地方選區補選，丁仕元支持公民黨楊岳橋參選。同年的2016年香港立法會選舉民主黨黨內甄選，丁支持新界東支部副主席區鎮樺參選，但敗於其後當選的林卓廷。丁亦在同年立法會選舉中，排在林卓廷及劉慧卿的名單之後，成功協助林當選，同年底亦當選民主黨中委。

### 退出民主黨
丁仕元在任職錦英選區區議員期間，一直爭取於錦英苑內開設議員辦事處，唯一直被屋苑的業主立案法團拒絕。據丁透露，該法團顧問黃國雄，曾以前綫名義當選錦英區議員，其後因涉嫌貪污罪成而失去議席。丁在當選區議員後，一直協助錦英苑業主，擬推倒以黃國雄為首的法團。至2016年立法會選舉前，林卓廷曾答應協助丁，後來卻以「參選立法會」為由，一再拖延。
然而，在林卓廷當選立法會議員後，卻經常出席錦英苑業主立案法團舉辦的活動，引起丁仕元不滿。丁曾向民主黨投訴，但卻被批評「破壞黨內團結」，自此逐步淡出黨內事務。
至2018年，因將軍澳都善選區爭議，屬前綫系的丁於2018年12月退黨。

### 成立沙田區政
2018年，丁仕元聯同多名沙田區獨立民主派區議員，成立地區組織沙田區政並擔任召集人，成為沙田區議會的最大政治組織。
其後，因民主黨規定黨員不能擁有雙重黨籍，加上早前黨大會通過，將「將軍澳民生關注組」及「沙田區政」列為政治組織，加上早前的錦英苑法團事件及都善選區撞區爭議，引致兩組織內所有成員退出民主黨。
2019年香港區議會選舉，丁仕元以沙田區政召集人身份於錦英選區尋求連任，最後以過千票差距擊敗民建聯的蔡惠誠，為其首次連任成功。
2020年，丁仕元當選沙田區議會衞生及環境委員會主席。

## 外部連結
- 丁仕元的Facebook專頁